# Coskinolinopsis
Coskinolinopsis es un género de foraminífero bentónico considerado un sinónimo posterior de Orbitopsella de la subfamilia Orbitopsellinae, de la familia Mesoendothyridae, de la superfamilia Loftusioidea, del suborden Loftusiina y del orden Loftusiida. Su especie tipo era Coskinolinopsis primaevus. Su rango cronoestratigráfico abarcaba el Liásico (Jurásico inferior).

## Discusión
Clasificaciones previas incluían Coskinolinopsis en la familia Orbitopsellidae de la superfamilia Cyclolinoidea, así como en el suborden Textulariina del orden Textulariida o en el orden Lituolida.

## Clasificación
Coskinolinopsis incluía a la siguiente especie:
- Coskinolinopsis primaevus